# Платон (комедиограф)
Платон (грч. Πλάτων, 5–4. век п. н. е.) био је један од најистакнутијих атинских комедиографа у оквиру старе атичке комедије.

## Живот
Према Суди, био је савременик Аристофана, Фриниха, Еуполида и Ферекрата. Евсевије и Георгије Синкел погрешно га наводе као Кратиновог савременика и смештају у 454. п. н. е. Заправо је први пут неку комедију приказао на позорници 427. п. н. е., што потврђује и споменути навод у Суди, као и чињеница да су Платонове драме очито имале и неке одлике карактеристичне за средњу атичку комедију, у коју га неки граматичари заправо и убрајају. Марцелин га у Тукидидовом животу спомиње као Тукидидовог савременика, но Платон је сигурно живео неколико година дуже (Тукидид је умро 391. п. н. е.), с обзиром на то да Плутарх наводи неке Платонове стихове у којима се очито алудира на именовање демагога Агирија за стратега атинске војске код Лезбоса 389. п. н. е. Стога се може закључити да Платоново стваралаштво пада у период од 428. до бар 389. п. н. е. Прву победу на Великим Дионисијама остварио је око 410. п. н. е.
Ништа се друго не зна о Платоновом приватном животу, осим што Суда тврди да је га је "сиромаштво приморало да за пише комедије за друге људе" (διὰ γὰρ τὸ τὰς κωμῳδίας αὐτὸς ποιῶν ἄλλοις παρέχειν διὰ πενίαν). Како се на истом месту у Суди и каже, та се тврдња заснива на једном одломку из Платоновог комада Писандар, где песник алудира на свој рад за друге. Али нема разлога сумњати да је право значење тог одломка заправо то да је Платон, као и Аристофан, неке од својих комада приказао на позорници у име других људи, а након што су ти комади постигли успех, било му је стало да објави своје ауторство, што је и урадио у парабази у Писандру, а што је исто за себе урадио и Аристофан у парабази својих Облака

## Дело
Платона су у антици убрајали међу најбоље песнике старе атичке комедије. Из изјава старих граматичара и из знатног броја сачуваних фрагмената види се да је популарност његових комедија заостајала само за Аристофановом. Суда и антички филолози кажу да је био "славан по (сликању) карактера" (λαμπρὸς τὸν χαρακτῆρα). Главне су одлике његова стваралаштва биле чистоћа језика, префињен и оштар хумор те снага старе комедије комбинована с већом елеганцијом средње и нове атичке комедије. Премда неке од његових комедија нису обрађивале политичку тематику, ипак је и у њима често остајао код главних принципа старе комедије нападајући исквареност свога времена и искварене савременике. Међу главним метама његових комичких напада били су демагози Клеон, Клеофонт и Агирије, затим дитирампски песник Кинесија, стратег Леагро и, најзад, говорници Кефал и Архин; наиме, као и Аристофан, реторичку је вештину сматрао једном од највећих претњи за добробит друштва.
Аристофанови и Платонови међусобни напади говоре о великом поштовању које су ова два комедиографа гајила један према другом.

### Попис комедија
Чини се да је Платон био један од најпродуктивнијих песника старе комедије. Непознати аутор списа О комедији приписује му 28 драма, а исти број наводи се и у Суди, где се међутим одмах набраја њих 30, не укључујући још три чији се наслови цитирају из Атенеја. Од њих, Лаконци (Λάκωνες) и Глупан (Μαμμάκυθος) били су два издања истог комада, а такође треба додати и Амфијараја (Ἀμφιάρεως), кога Суда уопште не спомиње, а који се наводи у схолији уз Аристофановог Плута , ст. 174. Тако да данас имамо наслове ових 33 комедија:
| - Адонис (Ἄδωνις) - Жене око храмова (Αἱ ἀφ᾽ ἱερῶν) - Амфијарај (Ἀμφιάρεως) - Убица (Ἀνδροφόνος) - Грифони (Γρῦπες) - Дедал (Δαίδαλος) - Хелада или Острва (Ἐλλὰς ἢ Νῆσοι) - Светковине (Ἑορταί) - Еуропа (Εὐρώπη) - Злостављани Зевс (Ζεὺς κακούμενος) - Ија (Ἰώ) | - Клеофонт (Κλεοφῶν, 405. п. н. е., треће место) - Лај (Λάϊος) - Лаконци или Песници (Λάκωνες ἢ Ποιηταί), друго издање Глупан (Μαμμάκυθος) - Менелај (Μενέλεως) - Странци (Μέτοικοι) - Мрави (Μύρμηκες, нема сачуваних фрагмената), - Победе (Νῖκαι, иза 421. п. н. е., алудира се на Аристофанов Мир) - Дуга ноћ (Νὺξ μακρά) - Чешљачице вуне или Кекропи (Ξάντριαι ἢ Κέρκωπες) - Дете (Παιδάριον) - Слављеници (Πανηγυρισταὶ) | - Писандар (Πείσανδρος, око 423. п. н. е.) - Паћеник (Περιαλγής) - Песник (Ποιητής) - Изасланици (Πρέσβεις, око 392. п. н. е.) - Глумачки костими (Σκευαί) - Софисти (Σοφισταί) - Савез (Συμμαχία) - Варалица (Συνεξαπατῶν) - Сирфакс (Σύρφαξ) - Хипербол (Ὑπέρβολος, 420―416. п. н. е.) - Фаон (Φάων, вероватно 391. п. н. е.) |  |

Из овога је пописа очитио да неки наслови више припадају средњој атичкој комедији. Неки су га граматичари чак спомињали као песника нове комедије. То је навело неке модерне филологе да поставе тезу о постојању још једног комедиографа Платона, који је припадао новој атичкој комедији и живео након Епикура. Но Диоген Лаертије спомиње само једног комедиографа Платона и нема никаквих доказа да је постојао неки други. Антички граматичари понекад мешају комедиографа Платона и са филозофом Платоном.